# Mutaz Essa Barshim

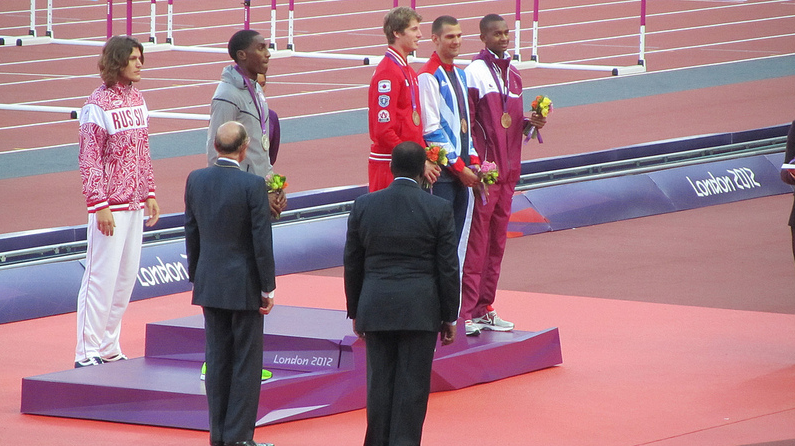
Barshim (uiterst rechts) tijdens de medailleceremonie van de OS in Londen

Mutaz Essa Barshim (Doha, 24 juni 1991) is een Qatarese atleet, die is gespecialiseerd in het hoogspringen. Hij vertegenwoordigde zijn vaderland driemaal op de Olympische Spelen en won hierbij in totaal drie medailles: een gouden en twee zilveren. In 2017 en 2019 veroverde hij de wereldtitel. Hij is tevens zowel in- als outdoor Aziatisch recordhouder hoogspringen. De familie van Barshim is van Soedanese afkomst.

## Carrière

### Jeugd
Barshim, die stamt uit een gezin met vijf jongens en een meisje, raakte al van kinds af aan vertrouwd met de atletieksport. Zijn vader was eerst een middellange- en langeafstandsloper geweest, voordat hij trainer was geworden bij de lokale atletiekclub in Doha. Mutaz werd door zijn vader vaak hier naartoe meegenomen, waarbij hij zich aanvankelijk bezighield met hardlopen en verspringen. Op de Arabische school in Doha leerde hij intussen Engels spreken. Op zijn vijftiende stapte Barshim over op het hoogspringen, waarin hij al gauw uitblonk. Kort daarna kwam hij op de ASPIRE Academy for Sports Excellence in Doha terecht, waar hij trainde en zich ontwikkelde tot een persoonlijk beste hoogte van 2,14 m.
Sinds september 2009 wordt Barshim echter begeleid door zijn huidige coach, de Pool Stanislaw Szczyrba, met wie hij inmiddels een relatie heeft opgebouwd die verder gaat dan die van trainer en pupil. Volgens Barshim is er eerder sprake van een vader-zoon relatie. Tijdens het zomerseizoen in Europa logeert hij vaak bij Szczyrba thuis in Warschau, zodat hij niet veel tijd kwijtraakt aan het heen en weer reizen.

### Eerste internationale titels
In Teheran veroverde Barshim zijn eerste internationale titel door in 2010 Aziatisch indoorkampioen te worden bij het hoogspringen. Op de wereldindoorkampioenschappen in Doha werd de Qatarees kort daarna echter al in de kwalificaties uitgeschakeld.
Tijdens het buitenseizoen van dat jaar revancheerde hij zich door liefst viermaal goud in de wacht te slepen. Eerst won hij in mei het hoogspringen bij de Arabische jeugdkampioenschappen, vervolgens werd hij ook kampioen op de Aziatische jeugdkampioenschappen met 2,31, een nationaal record, waarna hij in Moncton wereldkampioen bij de junioren werd, om ten slotte in november, tijdens de Aziatische Spelen in Guangzhou ook daar het hoogspringen te winnen.
In 2011 legde Barshim in Kobe ook beslag op de Aziatische outdoortitel bij het hoogspringen. Met zijn winnende sprong van 2,35 vestigde hij een nationaal en kampioenschapsrecord. Op de Militaire Wereldspelen in Rio de Janeiro bevestigde hij daarna zijn goede vorm met een winnende sprong van 2,28. Later dat jaar eindigde hij tijdens de WK in Daegu op zijn specialiteit op de zevende plaats, waarna hij het jaar afsloot met alweer een internationale gouden plak op de Pan-Arabische Spelen in zijn geboorteplaats Doha.

### Olympisch brons
In Hangzhou prolongeerde Barshim in 2012 zijn Aziatische indoortitel; in de finale bracht hij het Aziatisch indoorrecord op 2,37. Op de WK indoor in Istanboel eindigde de Qatarees vervolgens op de negende plaats.
Tijdens de Olympische Spelen in Londen veroverde hij daarna voor het eerst op een mondiaal seniorentoernooi eremetaal bij het hoogspringen in de vorm van een bronzen medaille. Wel moest hij deze delen met de Brit Robert Grabarz en de Canadees Derek Drouin. Van de zes hoogspringers die in Londen allen de hoogte van 2,29 hadden overbrugd, waren zij de drie die hier al bij hun eerste poging in waren geslaagd en die ook hun vorige pogingen in één keer zagen lukken.
Een aantal weken na de Spelen won Barshim de Diamond Leaguewedstrijd in Lausanne. Hier verbeterde hij zijn persoonlijk record tot 2,39, tevens een evenaring van het Aziatische record van Zhu Jianhua. Later werd deze medaille opgewaardeerd tot een zilveren vanwege doping.

### Over 2,40 m
Op 1 juni 2013 voegde Mutaz Essa Barshim zich bij het exclusieve clubje van 2,40 meterspringers door tijdens de Prefontaine Classic in Eugene over deze hoogte te springen. Het was tevens een verbetering van het Aziatische record van 2,39, dat hij sinds een jaar mede op zijn naam had staan. Met deze prestatie werd de Qatarees de eerste atleet in de 21e eeuw die deze hoogte wist te overbruggen. De laatste die daar in slaagde was de Rus Vjatsjelav Voronin in 2000.

## Titels
- Olympisch kampioen hoogspringen - 2020
- Wereldkampioen hoogspringen - 2017 en 2019[1]
- Wereldindoorkampioen hoogspringen - 2014
- Aziatische Spelen kampioen hoogspringen - 2010
- Aziatisch kampioen hoogspringen - 2011
- Aziatisch indoorkampioen hoogspringen - 2010, 2012
- Pan-Arabische Spelen kampioen hoogspringen - 2011
- Wereldjuniorenkampioen hoogspringen - 2010
- Aziatisch jeugdkampioen hoogspringen - 2010
- Arabisch jeugdkampioen hoogspringen - 2010

## Persoonlijke records
Outdoor
| Onderdeel    | Prestatie   | Datum            | Plaats  |
| ------------ | ----------- | ---------------- | ------- |
| hoogspringen | 2,43 m (AR) | 5 september 2014 | Brussel |

Indoor
| Onderdeel    | Prestatie   | Datum            | Plaats  |
| ------------ | ----------- | ---------------- | ------- |
| hoogspringen | 2,41 m (AR) | 19 februari 2015 | Athlone |

## Palmares

### Hoogspringen
Kampioenschappen
- 2010:  Aziatische indoorkamp. - 2,20 m
- 2010: 14e WK indoor - 2,23 m
- 2010:  WJK - 2,30 m
- 2010:  Aziatische Spelen - 2,27 m
- 2011:  Aziatische kamp. - 2,35 m
- 2011: 7e WK - 2,32 m
- 2012:  Aziatische indoorkamp. - 2,37 m
- 2012: 9e WK indoor - 2,28 m
- 2012:  OS - 2,29 m
- 2013:  WK - 2,38 m
- 2014:  WK indoor - 2,38 m
- 2016:  OS - 2,36 m
- 2017:  WK - 2,35 m
- 2018:  WK indoor - 2,33 m
- 2019:  WK - 2,37 m
- 2021:  OS - 2,37 m, gedeeld met Gianmarco Tamberi

Diamond Leaguezeges
- 2012: Athletissima - 2,39 m
- 2013: Shanghai Golden Grand Prix - 2,33 m
- 2013: Prefontaine Classic – 2,40 m (AR)
- 2014: Golden Gala - 2,41 m (AR)
- 2014:   Diamond League - 20 p
- 2015: Shanghai Golden Grand Prix - 2,38 m
- 2015: Prefontaine Classic - 2,41 m
- 2015: Weltklasse Zürich - 2,32 m
- 2015:   Diamond League - 20 p
- 2016: Birmingham Diamond League - 2,37 m
- 2016: Athletissima - 2,35 m
- 2017: Qatar Athletic Super Grand Prix - 2,36 m
- 2017: Shanghai Golden Grand Prix - 2,33 m
- 2017: Bislett Games - 2,38 m
- 2017: Meeting de Paris - 2,35 m
- 2017: Birmingham Diamond League - 2,40 m
- 2017: Weltklasse Zürich - 2,36 m
- 2017:   Diamond League - 40 p
- 2018: Qatar Athletic Super Grand Prix - 2,40 m

## Onderscheidingen
- IAAF-atleet van het jaar - 2017

1896: Ellery Clark ·
1900: Irving Baxter ·
1904: Samuel Jones ·
1908: Harry Porter ·
1912: Alma Richards ·
1920: Richmond Landon ·
1924: Harold Osborn ·
1928: Robert Wade King ·
1932: Duncan McNaughton ·
1936: Cornelius Johnson ·
1948: John Winter ·
1952: Walter Davis ·
1956: Charles Dumas ·
1960: Robert Sjavlakadze ·
1964: Valeri Broemel ·
1968: Dick Fosbury ·
1972: Jüri Tarmak ·
1976: Jacek Wszoła ·
1980: Gerd Wessig ·
1984: Dietmar Mögenburg ·
1988: Hennadi Avdjejenko ·
1992: Javier Sotomayor ·
1996: Charles Austin ·
2000: Sergej Kljoegin ·
2004: Stefan Holm ·
2008: Andrej Silnov ·
2012: Erik Kynard ·
2016: Derek Drouin ·
2020: Gianmarco Tamberi & Mutaz Essa Barshim ·
2024: Hamish Kerr
1983 Hennadi Avdjejenko ·
1987 Patrik Sjöberg ·
1991 Charles Austin ·
1993 Javier Sotomayor ·
1995 Troy Kemp ·
1997 Javier Sotomayor ·
1999 Vjatsjelav Voronin ·
2001 Martin Buß ·
2003 Jacques Freitag ·
2005 Joeri Krymarenko ·
2007 Donald Thomas ·
2009 Jaroslav Rybakov ·
2011 Jesse Williams ·
2013 Bohdan Bondarenko ·
2015 Derek Drouin ·
2017 Mutaz Essa Barshim ·
2019 Mutaz Essa Barshim ·
2022 Mutaz Essa Barshim ·
2023 Gianmarco Tamberi